# Grand Prix van Generaal San Martín 1948
De Grand Prix van Generaal San Martín 1948 was een autorace die werd gehouden op 25 januari 1948 op El Torreón in de Argentijnse stad Mar del Plata.

## Uitslag
| Positie | Rijder               | Team          | Ronden | Tijd/Opgave     | Startplaats |
| ------- | -------------------- | ------------- | ------ | --------------- | ----------- |
| 1       | Giuseppe Farina      | Maserati      | 37     | 1:24:02.7       | 2           |
| 2       | Achille Varzi        | Alfa Romeo    | 37     | +1:12.3         | 8           |
| 3       | Jean-Pierre Wimille  | Alfa Romeo    | 37     | +1:49.1         | 3           |
| 4       | Oscar Alfredo Gálvez | Maserati      | 36     | +1 ronde        | 5           |
| 5       | Juan Manuel Fangio   | Maserati      | 36     | +1 ronde        | 4           |
| 6       | Italo Bizio          | Maserati      | 36     | +1 ronde        | 6           |
| 7       | Chico Landi          | Alfa Romeo    | 35     | +2 ronden       | 7           |
| 8       | Andres Fernández     | Maserati      | 33     | +4 ronden       | 11          |
| 9       | Luigi Villoresi      | Maserati      | 30     | +7 ronden       | 1           |
| NF      | Arialdo Ruggeri      | Maserati      |        |                 | 12          |
| NF      | Eitel Cantoni        | Maserati      |        |                 | 10          |
| NF      | Pascual Puopolo      | Maserati      |        |                 | 9           |
| NF      | Victorio Rosa        | Maserati      |        |                 | 13          |
| NS      | Gabriele Besana      | Ferrari       |        |                 |             |
| NS      | Enrico Platé         | Maserati      |        | Niet verschenen |             |
| NS      | "Raph"               | Simca-Gordini |        | Niet verschenen |             |
| NS      | Amédée Gordini       | Simca-Gordini |        | Niet verschenen |             |